# Clymene truncata
Clymene truncata är en ringmaskart som beskrevs av Jean Louis Armand de Quatrefages de Bréau 1850. Clymene truncata ingår i släktet Clymene och familjen Maldanidae. Inga underarter finns listade i Catalogue of Life.